# إعادة تأهيل (أغنية ريانا)
ريهاب هي أغنية سجلتها المغنية البربادوسية ريانا لألبومها الإستديو الثالث، قوود قيرل قون باد (2007). أرسلت تسجيلات ديف جام الأغنية إلى كونتيمبوراري هيت راديو في الولايات المتحدة يوم 6 أكتوبر، 2008. صدرت كأغنية منفردة أخيرة من الألبوم. الأغنية من كتابة وإنتاج جستين تيمبرلك، وتمبلند، وهانون لين.

## الأداء التجاري
في الولايات المتحدة، دخلت «ريهاب» لأول مرة الرسم البياني الأمريكي بيلبورد هوت 100 في المركز الواحد والتسعين يوم 22 نوفمبر، 2008، وبلغت ذروتها في المركز الثامن عشر. الأغنية بلغت ذروتها في المركز التاسع عشر على الرسم البياني الكندي كندا هوت 100، بعد أن دخلت لأول مرة في المركز السادس والخمسين يوم 6 ديسمبر، 2008. في نيوزيلندا، دخلت لأول مرة في المركز الرابع والعشرين يوم 27 أكتوبر، 2008، وبلغت ذروتها في المركز الثاني عشر. في المملكة المتحدة، أول ظهور للأغنية كان في المركز الواحد والخمسين يوم 22 نوفمبر، 2008. بعد أسبوعين، أصبحت الأكثر مبيعاً في الأسبوع الرابع، صعدت سبعة وعشرين مرتبة إلى المركز الرابع والعشرين. وفي الأسبوع التالي، وصلت إلى ذروتها في المركز السادس عشر. وقد تم بيع أكثر من 160,000 نسخة في المملكة المتحدة. في النمسا، دخلت الأغنية لأول مرة في المركز الثالث والثلاثين وبلغت ذروتها في المركز التاسع. في ألمانيا، وصلت الأغنية إلى المركز الرابع.

## الجوائز والترشيحات
| السنة | الحفل                             | البلد المضيف | الفئة                           | النتيجة | المصادر |
| ----- | --------------------------------- | ------------ | ------------------------------- | ------- | ------- |
| 2009  | جوائز إم تي في تي آر إل الإيطالية |              | نوكيا: قائمة التشغيل لهذا الجيل | رُشِّح     | [ 10 ]  |
| 2009  | جوائز آيربان الموسيقية            |              | أفضل فيديو مصور                 | فوز     | [ 11 ]  |

## الصيغ وقائمة الأغاني
| تحميل رقمي من متجر آي تيونز 1. «ريهاب» - 4:55 تحميل رقمي من متجر آي تيونز 1. «ريهاب» - 4:54 2. «ريهاب» (لحن) - 4:54 تحميل رقمي لنسخة تمبلند ريمكس من متجر آي تيونز 1. «ريهاب» (تمبلند ريمكس) - 3:30 | أسطوانة منفردة من متجر أمازون 1. «ريهاب» (الإصدار الرسمي) - 4:54 2. «ريهاب» (لحن) - 4:54 |

## الرسوم البيانية
| المخطط (2008-2009)                                 | المركز | المصادر |
| -------------------------------------------------- | ------ | ------- |
| أستراليا (ARIA)                                    | 26     | [ 16 ]  |
| النمسا (Ö3 Austria Top 40)                         | 9      | [ 8 ]   |
| بلجيكا (Ultratop 50 Flanders)                      | 14     | [ 17 ]  |
| بلجيكا (Ultratop 50 Wallonia)                      | 6      | [ 17 ]  |
| كندا (Canadian Hot 100)                            | 19     | [ 18 ]  |
| جمهورية التشيك (IFPI)                              | 25     | [ 19 ]  |
| الدنمارك (Tracklisten)                             | 16     | [ 20 ]  |
| ألمانيا (Media Control Charts)                     | 4      | [ 21 ]  |
| المجر (Rádiós Top 40)                              | 21     | [ 22 ]  |
| أيرلندا (IRMA)                                     | 22     | [ 23 ]  |
| هولندا (Mega Single Top 100)                       | 3      | [ 24 ]  |
| نيوزيلندا (Recorded Music NZ)                      | 12     | [ 25 ]  |
| النرويج (VG-lista)                                 | 4      | [ 26 ]  |
| سلوفاكيا (IFPI)                                    | 8      | [ 27 ]  |
| السويد (Sverigetopplistan)                         | 28     | [ 28 ]  |
| سويسرا (Schweizer Hitparade)                       | 13     | [ 29 ]  |
| المملكة المتحدة (The Official Charts Company)      | 16     | [ 30 ]  |
| الولايات المتحدة (Billboard Hot 100)               | 18     | [ 1 ]   |
| الولايات المتحدة (Billboard Digital Songs)         | 18     | [ 31 ]  |
| الولايات المتحدة (Billboard Pop Songs)             | 17     | [ 32 ]  |
| الولايات المتحدة (Billboard R&B/Hip-Hop Airplay)   | 52     | [ 33 ]  |
| الولايات المتحدة (Billboard Hot R&B/Hip-Hop Songs) | 52     | [ 34 ]  |
| الولايات المتحدة (Billboard Radio Songs)           | 29     | [ 35 ]  |
| الولايات المتحدة (Billboard Rhythmic Songs)        | 19     | [ 36 ]  |
| الولايات المتحدة (Billboard Ringtones)             | 23     | [ 37 ]  |

| المخطط (2009)                | المركز | المصادر |
| ---------------------------- | ------ | ------- |
| النمسا (Ö3 Austria Top 40)   | 74     | [ 38 ]  |
| المجر (Rádiós Top 40)        | 89     | [ 39 ]  |
| هولندا (Mega Single Top 100) | 44     | [ 40 ]  |
| سويسرا (Schweizer Hitparade) | 65     | [ 41 ]  |

## الشهادات
| الدولة          | المزود         | الشهادات | المبيعات | المصادر |
| --------------- | -------------- | -------- | -------- | ------- |
| الدنمارك        | (IFPI Denmark) | قولد     | 15,000   | [ 42 ]  |
| المملكة المتحدة | (BPI)          | سلفر     | 200,000  | [ 43 ]  |

## تاريخ الإصدار
| الدولة           | التاريخ         | نوع الإصدار                       | الشركة المنتجة | المصادر              |
| ---------------- | --------------- | --------------------------------- | -------------- | -------------------- |
| الولايات المتحدة | 6 أكتوبر، 2008  | كونتيمبوراري هيت راديو            | ديف جام        | [ 44 ] [ 45 ] [ 46 ] |
| الولايات المتحدة | 3 نوفمبر، 2008  | ريذمك / آيربان كونتيمبوراري راديو | ديف جام        | [ 44 ] [ 45 ] [ 46 ] |
| المملكة المتحدة  | 8 ديسمبر، 2008  | أسطوانة منفردة                    | ميركوري        | [ 47 ]               |
| أيرلندا          | 8 ديسمبر، 2008  | تحميل رقمي                        | يونيفرسال      | [ 48 ]               |
| أستراليا         | 12 ديسمبر، 2008 | تحميل رقمي                        | ديف جام        | [ 49 ]               |
| بلجيكا           | 12 ديسمبر، 2008 | تحميل رقمي                        | ديف جام        | [ 50 ]               |
| إيطاليا          | 12 ديسمبر، 2008 | تحميل رقمي                        | ديف جام        | [ 51 ]               |
| هولندا           | 12 ديسمبر، 2008 | تحميل رقمي                        | ديف جام        | [ 52 ]               |
| نيوزيلندا        | 12 ديسمبر، 2008 | تحميل رقمي                        | ديف جام        | [ 53 ]               |
| النرويج          | 12 ديسمبر، 2008 | تحميل رقمي                        | ديف جام        | [ 54 ]               |
| البرتغال         | 12 ديسمبر، 2008 | تحميل رقمي                        | ديف جام        | [ 55 ]               |
| إسبانيا          | 12 ديسمبر، 2008 | تحميل رقمي                        | ديف جام        | [ 56 ]               |
| السويد           | 12 ديسمبر، 2008 | تحميل رقمي                        | ديف جام        | [ 57 ]               |
| سويسرا           | 12 ديسمبر، 2008 | تحميل رقمي                        | ديف جام        | [ 58 ]               |
| النمسا           | 19 ديسمبر، 2008 | تحميل رقمي                        | يونيفرسال      | [ 59 ]               |
| ألمانيا          | 9 يناير، 2009   | أسطوانة منفردة                    | يونيفرسال      | [ 60 ]               |
| كندا             | 19 مايو، 2009   | تمبلند ريمكس                      | ديف جام        | [ 61 ]               |